# Heinrich Köhler (Philosoph)
Heinrich Köhler (* 29. Mai 1685 in Weißenfels; † 1737) war ein deutscher Hochschullehrer für Philosophie und Mathematik an der Universität Jena.

## Leben und Wirken
Köhler übertrug Leibniz’ Monadologie aus dem Französischen ins Deutsche und übersetzte den Briefwechsel zwischen Leibniz und Samuel Clarke.
Köhler studierte an der Universität Leipzig bei Andreas Rüdiger und in Halle. Seit 1720 hielt er Vorlesungen in Mathematik und Philosophie an der Universität Jena. 1734 wurde er zum Professor der Philosophie ernannt.
Zu seinen Schülern zählen die Philosophen Friedrich Christian Baumeister und Caspar Jacob Huth und der Theologe Johann Ernst Schubert.

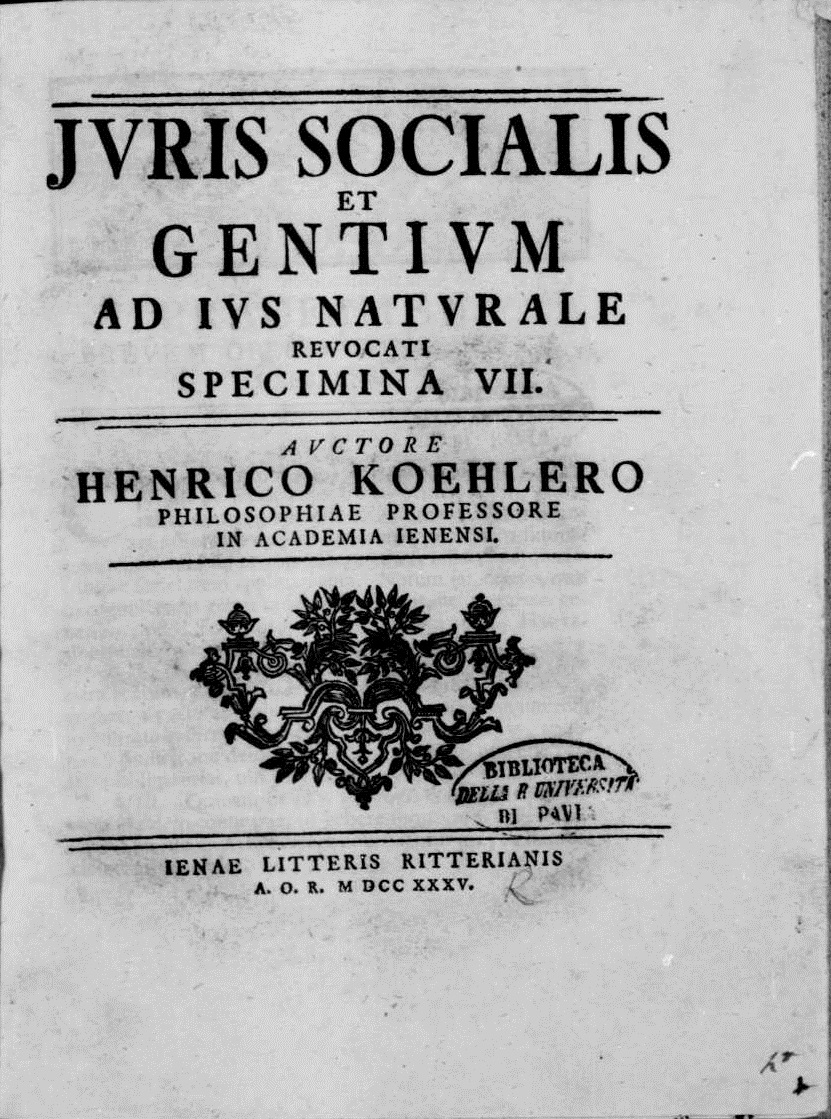
Iuris socialis et gentium ad ius naturale revocati specimina, 1735

Sein in Jena im Druck erschienenes Werk Iuris naturalis ... wurde per Dekret der Glaubenskongregation 1747 auf den Index der verbotenen Bücher gesetzt.
Von seinen Lehrveranstaltungen in Jena sind nur Vorlesungsmitschriften erhalten.

## Schriften
- Iuris socialis et gentium ad ius naturale revocati specimina. Johann Friedrich Ritter, Jena 1735 (Latein, beic.it).
- Iuris Naturalis Exercitationes VII. [1738]. Hildesheim: Olms 2004.
- Conversia de mundo optimo, origine et permissione mali. Postum hrsg. von Friedrich Paul Wolfarth.
- Philosophisches Glaubensbekenntnis. [1742]. Postum hrsg. von Friedrich Paul Wolfarth. Hildesheim: Olms 2004, ISBN 978-3-487-12578-7

## Übersetzungen
- Gottfried Wilhelm Leibniz: Lehrsätze über die Monadologie. Übertragen von Heinrich Köhler. Frankfurt u. Leipzig: Johann Meyer 1720.

Diese Übersetzung, für die Köhler auch den Titel wählte, wurde von dem Theologen Caspar Jacob Huth überarbeitet und neu herausgegeben unter dem Titel Lehrsätze von den Monaden und von der schönen Übereinstimmung zwischen dem Reiche der Natur und dem Reiche der Gnade. Gedruckt in: Des Freiherrn von Leibniz kleinere philosophische Schriften. Jena: Meyer 1740.
- Merckwurdige Schriften welche . . . zwischen dem Herrn Baron von Leibniz und dem Herrn D. Clarke über besondere Materien der naturlichen Religion in Franzos. und Englischer Sprache gewechselt und . . . in teutscher Sprache herausgegeben worden von Heinrich Kohler. Frankfurt und Leipzig 1720.

Die Originalausgabe unter dem Titel A Collection of Papers, which passed between the late Learned Mr. Leibniz, and Dr. Clarke, In the Years 1715 and 1716, hrsg. von  Samuel Clarke D.D. wurde 1717 bei James Knapton in London gedruckt.
Köhlers Übersetzung erschien mit einem Vorwort von Christian Wolff und wurde 1740 ins Lateinische übersetzt.